# 张天峰 (1963年)
张天峰（1963年4月—），男，汉族，中华人民共和国政治人物，中国共产党党员，高级工商管理硕士，曾任国家烟草专卖局党组成员、副局长。

## 生平
长期在烟草系统工作，历任陕西省渭南市烟草专卖局（分公司）党委委员、副经理，党组书记、局长、经理，宁夏回族自治区烟草专卖局（公司）党组成员、副总经理， 陕西省烟草专卖局（公司）党组成员、副总经理，党组书记、局长、总经理。
2017年3月，任国家烟草专卖局人事司司长（正厅级）。2020年3月，任国家烟草专卖局党组成员、副局长，分管专卖监督管理司、政策法规与体制改革司、人事司、规范管理办公室、离退休干部办公室、中国烟草投资管理公司和南通、昆明、珠海醋酸纤维有限公司董事会，2023年6月到龄卸任。
工作期间先后在中共国家烟草专卖局党校和中共中央党校中青年干部培训一班学习，获西安交通大学高级工商管理专业（EMBA）硕士学位。

## 落马
2025年1月17日，中央纪委国家监委网站发布消息，张天峰涉嫌严重违纪违法，正接受中央纪委国家监委纪律审查和监察调查，成为2025年“首虎”。